# ヘンリー・ブラッグ
サー・ウィリアム・ヘンリー・ブラッグ（Sir William Henry Bragg、1862年7月2日 - 1942年3月12日）は、イギリスの物理学者。1915年に「X線による結晶構造解析に関する研究」により息子のウィリアム・ローレンス・ブラッグと共にノーベル物理学賞を受賞した。

## 生涯

### 生い立ち
1862年、カンバーランドのウィグトン近郊のウェストワードで生まれる。父は商船幹部船員で農場も経営しており、母は牧師の娘である。ブラッグが7歳のとき母が亡くなり、レスターシャーのマーケット・ハーバラに住む叔父に育てられることになった。マン島のキング・ウィリアムズ・カレッジで学び、奨学金を獲得してケンブリッジ大学トリニティ・カレッジへ進学。特に数学で優秀な成績を収めた。

### アデレード大学
1885年（23歳）のとき、アデレード大学の数学と実験物理学の教授という職を提供され、1886年初めごろから働き始めた。数学者としては優秀だったが、このころのブラッグには物理学の知識はあまりなく、応用数学との関連で得た知識ぐらいしかなかった。アデレードで物理学を受講する者は百人ほどしかおらず、理学部に所属する学生はそのうちの一握りだった。ブラッグは教育設備の不足を補うため、自ら器具製作者に弟子入りした。ブラッグは講師としても優秀だった。彼は学生の自治会結成を促進し、科学系の講師にも無料で彼の講義を受けさせた。
ブラッグは物理学にも興味を持つようになり、特に電磁気学の分野に興味を持っていった。1895年、ニュージーランドからケンブリッジに向かう途中のアーネスト・ラザフォードがブラッグを訪問している。その後ラザフォードとは生涯の親友となった。彼の経歴の転換点となったのは、1904年にニュージーランドのダニーデンに本部のあるオーストラレーシア科学振興協会（現ANZAAS）のセクションAの代表に選ばれたことで、気体のイオン化についての理論を発展させたことが評価されてのことだった。その後3年間でさらに研究成果を上げ、ロンドンの王立協会のフェローに選ばれることになった。その論文はブラッグの最初の著書 Studies in Radioactivity (1912) の元になっている。1904年、ブラッグは実験用の臭化ラジウムを入手し、1904年12月の Philosophical Magazine 誌にラジウムの放射線に関する論文を発表した。また同年、学生の Richard Kleeman と連名で "On the Ionization Curves of Radium"（ラジウムのイオン化曲線について）という論文も発表している。
1908年末、ブラッグはイングランドに帰国した。オーストラリアでの23年間で、アデレード大学の学生数はほぼ4倍に増えており、ブラッグは理学部の発展に大いに貢献した。
アデレードではテニスとゴルフを趣味とし、ノース・アデレード地区の最初の入植者の1人でもあった。また、大学のラクロス部の創設に関わり、南オーストラリア州にラクロスを紹介する役目を担った。また、水彩画家だった妻となる女性と出会い、1889年に結婚。長男のウィリアム・ローレンスは1890年にアデレードで生まれた。他に女児1人と男児1人をもうけている。ローレンス・ブラッグの弟ロバートは後にガリポリの戦いで戦死した。

### リーズ大学
1909年、リーズ大学で物理学の教授に就任。ここでもX線に関する研究を続け、成果を収めている。X線分光器を発明し、1913年にケンブリッジ大学の学生だった息子のウィリアム・ローレンス・ブラッグと共に結晶間隔とX線の回折の関係を定式化したブラッグの法則を見出した。ブラッグの式は結晶構造のX線解析の基本となるものである。
1914年以降、ブラッグ親子は戦争に関わる仕事をするようになった。父ヘンリーは潜水艦探知技術の開発に関わり、1918年には海軍省コンサルタントとしてロンドンに戻った。
1915年「X線による結晶構造解析に関する研究」により息子と共にノーベル物理学賞を受賞した。

### ユニヴァーシティ・カレッジ・ロンドン
1915年、ブラッグはユニヴァーシティ・カレッジ・ロンドンの物理学の教授となったが、実際に就任したのは第一次世界大戦終了後である。ここでも結晶の解析を続けている。

### 王立研究所
1923年、英国王立科学研究所の化学の教授となり、同研究所の Davy-Faraday Research Laboratory の所長となった。1929年から30年にかけて同研究所の改革に乗り出し、研究所から価値ある論文を多数生み出すことに貢献した。
1929年にはブラッグの妻が亡くなり、本人は1942年、ロンドンで亡くなった。
1932年に発見された白金の硫化鉱物ブラッグ鉱は、X線回折により初めて発見された鉱物であった事からブラッグ親子にちなみ命名された。

## 栄誉
ブラッグは1907年に王立協会フェローとなり、1920年には副会長となった。1935年から1940年まで会長を務めた。
マン島のキング・ウィリアムズ大学には、ブラッグの名を冠した講堂がある。1962年には、ヘンリー・ブラッグ生誕百周年を記念してアデレード大学にブラッグ研究所が創設された。1992年からオーストラリア物理学会が Bragg Gold Medalを設けオーストラリアの大学の学生の最も優れた学位論文を表彰している。授与されるメダルの両面にヘンリーとローレンスの肖像が刻まれている。
1917年、大英帝国勲章のコマンダー(CBE)、1920年にはナイト・コマンダー(KBE)を授与された。1931年にはメリット勲章を授与されている。

## 受賞歴
- ノーベル物理学賞 (1915)
- マテウチ・メダル (1915)
- ベーカリアン・メダル (1915)
- バーナード・メダル（1915）
- ランフォード・メダル (1916)
- コプリ・メダル (1930)
- フランクリン・メダル (1930)
- ファラデー・メダル (1936)

## 主な著作
- The World of Sound (1920)
- The Crystalline State - The Romanes Lecture for 1925. Oxford, 1925.
- Concerning the Nature of Things (1925)
- Old Trades and New Knowledge (1926)
- An Introduction to Crystal Analysis (1928)
- The Universe of Light (1933)